# Memphis neidhoeferi
Espèce
Memphis neidhoeferi est une espèce d'insectes lépidoptères (papillons) de la famille des Nymphalidae, de la sous-famille des Charaxinae et du genre Memphis.

## Dénomination
Memphis neidhoeferi a été décrit par Rotger, Escalante et Coronado en 1965.

### Noms vernaculaires
Memphis neidhoeferi se nomme Wavy-edged Leafwing en anglais.

## Description
Memphis neidhoeferi est un papillon aux ailes antérieures à bord costal bossu, externe concave et festonné et ailes postérieures festonnées porteuses chacune d'une queue.
Le dessus est marron presque totalement recouvert de bleu métallisé clair dans la partie basale plus foncé sur le reste des ailes, veiné de marron.
Le revers est marron rouge marbré de blanc nacré et simule une feuille morte.

## Écologie et distribution
Memphis neidhoeferi est présent au Mexique et au Costa Rica.

### Protection
Pas de statut de protection particulier.